# Chirajobampo
Chirajobampo es una localidad tipo congregación del municipio de Navojoa ubicada en el sur del estado mexicano de Sonora, en la zona del valle del río Mayo. Según los datos del Censo de Población y Vivienda realizado en 2010 por el Instituto Nacional de Estadística y Geografía (INEGI), Chirajobampo tiene un total de 878 habitantes.

## Geografía
Chirajobampo se sitúa en las coordenadas geográficas 27°5′53″ de latitud norte y 109°25'24" de longitud oeste del meridiano de Greenwich, a una elevación de 43 metros sobre el nivel del mar.